# Marijan Čerček
Marijan Čerček (Zágráb, 1949. február 3. –) jugoszláv válogatott horvát labdarúgó, középpályás.

## Pályafutása

### Klubcsapatban
1967 és 1975 között a Dinamo Zagreb, 1975 és 1981 között az NK Zagreb labdarúgója volt. A Dinamóval egy jugoszlávkupa-győzelmet ért el és tagja volt az 1966–67-es idényben VVK-győztes csapatnak.

### A válogatottban
1969-ben egy alkalommal szerepelt a jugoszláv válogatottban.

## Sikerei, díjai
Dinamo Zagreb
- Jugoszláv kupa
  - győztes: 1969
- Vásárvárosok kupája (VVK)
  - győztes: 1966–67